# ハウエル・ハリス

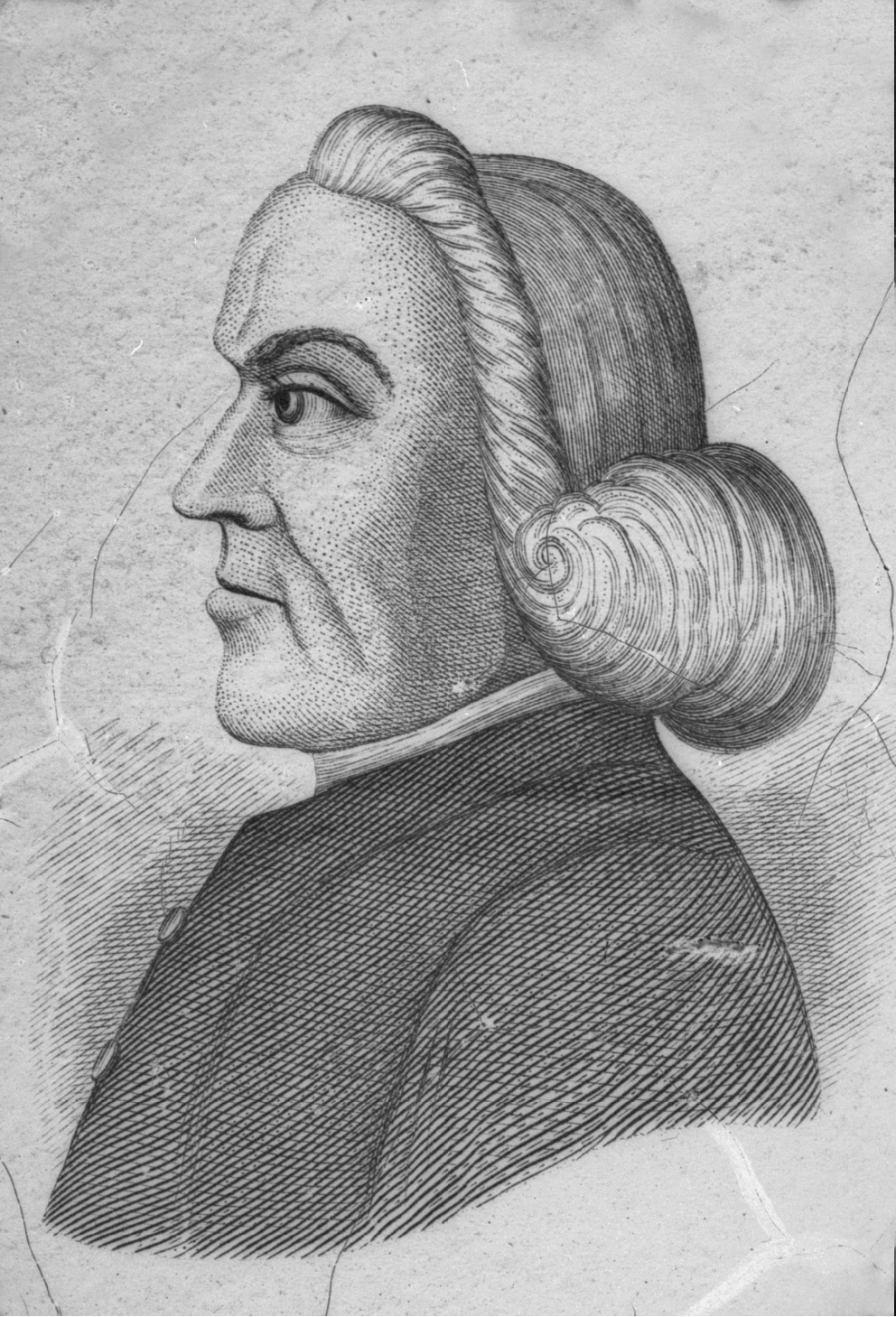
ハウエル・ハリス

ハウエル・ハリス（英語: Howell Harris, ウェールズ語: Hywel Harris, 1714年 - 1773年）は、18世紀のウェールズ・メソジスト・リバイバルの指導者である。
1714年にウェールズ、トレヴェッカの農夫の家に生まれた。少年時代にイングランド国教会の牧師になりたいという願いを持っていたため、両親は貧しいながら出来る限り教育を受けさせた。
1735年に霊的な覚醒と回心を経験する。彼はキリストの血によって恵みを受けたという確信を持った。すぐにまわりの人々に証し、キリストの赦しの確信を求めるようにすすめ、家庭集会を始めた。
ハリスのメソジストの立場から、国教会に聖職者按手を拒まれ、野外説教者となってウェールズで福音を宣べ伝えた。
1750年、ダニエル・ローランドと争い、自分の家に退いた。1752年にモラヴィア兄弟団の影響を受けて、キリスト教のコミュニティを設立する。ローランドと和解したハリスは、1763年に伝道活動を再開する。
ハリスが召天した時、2万人以上が葬儀に参加した。彼は事実上ウェールズ長老教会の創立者だった。

## 参考
- 『リバイバル人物伝』立石靖夫 新生宣教団 ISBN 4882810883